# Relations entre l'Afrique du Sud et le Bangladesh
Les relations entre l'Afrique du Sud et le Bangladesh désignent les relations bilatérales de la république populaire du Bangladesh et de la république d'Afrique du Sud. Le Bangladesh dispose d'un haut-commissariat à Pretoria. Le haut-commissariat sud-africain au Sri Lanka est accrédité auprès du Bangladesh. Les deux pays sont membres du Commonwealth des Nations.

## Histoire
Le Bangladesh a interdit à ses citoyens de se rendre en Afrique du Sud avant la fin de l'apartheid. Il a ensuite établi des liens avec l'Afrique du Sud après l'élection de Nelson Mandela et la fin de l'apartheid. Le ministre des affaires étrangères du Bangladesh a assisté à l'inauguration de Nelson Mandela en tant que président de l'Afrique du Sud. Le 10 septembre 1994, les deux nations ont établi des relations diplomatiques officielles. Le haut-commissariat du Bangladesh a été ouvert le 27 février 1995 à Pretoria, en Afrique du Sud. En 2015, l'Afrique du Sud et le Kenya étaient les seuls pays africains à avoir des missions diplomatiques bangladaises.
L'ancien président sud-africain, Nelson Mandela, s'est rendu au Bangladesh du 25 au 27 mars 1997 pour assister à la célébration du jubilé d'argent de l'indépendance du Bangladesh. Au cours de cette visite, une déclaration d'intention a été signée, exprimant la résolution des deux pays d'explorer toutes les voies possibles pour étendre et approfondir l'étendue de la coopération politique et économique entre le Bangladesh et l'Afrique du Sud. Un certain nombre de visites de haut niveau ainsi que des visites d'étude du Bangladesh en Afrique du Sud ont eu lieu depuis lors.

## Économie
Les exportations de l'Afrique du Sud vers le Bangladesh se sont élevées à 215,69 millions de dollars en 2019, selon la base de données COMTRADE des Nations unies sur le commerce international. Il s'agit surtout de biens de consommation de produits textiles. La valeur des exportations du Bangladesh vers l'Afrique du Sud s'élevait à 745 millions de rands.
En 2015, les exportations bangladaises vers l'Afrique du Sud ont atteint la somme de plus de 85 millions de dollars, comprenant également une majorité de biens de consommation et de textiles.

## Migration
Il y a environ 80 000 Bangladais en Afrique du Sud. La majorité d'entre eux sont des demandeurs d'asile. De nombreux Bangladais y ont ouvert des magasins.